# 磯辺館嘉彦
磯辺館 嘉彦（いそべだて よしひこ）は日本のウィッグメイクデザイナー、ヘアデザイナー。

## 略歴
1980年代　一本の髪を根元と毛先を変えることでスタイルに奥行き感を与えるウィッグ“2色性染.3色染の企画プロデュース”を開発。
人毛と合成繊維のミックスウィッグをプロデュース。それまでは100％人毛、または、100％合成繊維であったウィッグに、それぞれの素材の特性の持ち味をミックスし、ウィッグの風合い、セット性を高めた。
手を加えないことが当たり前だったレディ・メイド・ウィッグに、カットを加えることで自然な風合いを出すカットシステムを確立。
美容界からウィッグの世界へ。大手女性向けかつらメーカー、男性向けかつらメーカーをそれぞれ経て独立。
2009年10月　フリーランスのウィッグメークデザイナーとして、大手メーカーと契約し、商品企画、デザインを担当。
2009年12月　シンガポールのトップヘアースタイリスト、シュンジ・マツオとのコラボレーション企画を発表。マツオのウィッグに対する考え方に共感し、“服を着替えるように、変えることができるヘアースタイル”をコンセプトとして商品デザイン、開発を担当。
2010年6月　メンズショップオープンの企画デザインを担当。

## 作品略歴
- 「マルサの女」（東宝・1987年、伊丹十三監督）で宮本信子が演じた板倉亮子の特長的なヘアースタイルのウィッグをデザイン、制作した他、映画、舞台、テレビを中心に多くの作品に参加。

## 近年の作品

### 映画
- 「花より男子～ファイナル～」（東宝・2008年　花沢類-小栗旬、ウィッグメーク）
- 「死にゆく妻との旅路」（2011年　役不明-石田ゆり子、ウィッグメーク）

### テレビドラマ
- 「花より男子」（TBS・2005年　花沢類-小栗旬、ウィッグメーク）
- 「花より男子2リターンズ」（TBS・2007年　花沢類-小栗旬、ウィッグメーク）
- 「ひまわり〜夏目雅子27年の生涯と母の愛〜」（TBS・2007年　夏目雅子-仲間由紀恵、ウィッグメーク）
- 「わが家の歴史」（フジテレビ・2010年　八女時次郎-西田敏行、ウィッグメーク）
- 「この世界の片隅に」（TBS・2018年　ウィッグメーク）

### 舞台
- 「友情」全出演者
- ミュージカル「ドロウジー・シャペロン」（2009年　ジャネット・ヴァン・デ・グラーフ-藤原紀香、ウィッグメーク）

## 主にウィッグメークを担当した俳優
- 芳村真理
- 水谷八重子
- 淡路恵子
- 十朱幸代
- 片平なぎさ
- 藤原紀香
- 浅利香津代
- 小栗旬

ほか多数。